# Cancello ed Arnone
Cancello ed Arnone – miejscowość i gmina we Włoszech, w regionie Kampania, w prowincji Caserta.
Według danych na rok 2004 gminę zamieszkiwało 5156 osób, 105,2 os./km².